# 94 (numero)
Novantaquattro (94) è il numero naturale dopo il 93 e prima del 95.

## Proprietà matematiche
- È un numero pari.
- È un numero composto, con i seguenti 4 divisori: 1, 2, 47, 94. Poiché la somma dei divisori (escluso il numero stesso) è 50 < 94, è un numero difettivo.
- È un numero semiprimo.
- È un numero omirpimes.
- È un numero nontotiente.
- È un numero ettadecagonale. Cioè un numero 17-gonale.
- È un numero di Smith nel sistema numerico decimale.
- È parte della terna pitagorica (94, 2208, 2210).
- È un numero felice.
- È un numero intero privo di quadrati.
- È un numero congruente.
- È un numero odioso.

## Astronomia
- 94P/Russell è una cometa periodica del sistema solare.
- 94 Aurora è un asteroide della fascia principale del sistema solare.
- NGC 94 è una galassia lenticolare della costellazione di Andromeda.

## Astronautica
- Cosmos 94 è un satellite artificiale russo.

## Chimica
- È il numero atomico del Plutonio (Pu), un attinide.